# ریو سونگ هیون
ریو سونگ هیون (کره‌ای: 류성현؛ زادهٔ ۲۲ اکتبر ۲۰۰۲) ژیمناست هنری اهل کره جنوبی است.